# Interceptarea convorbirilor telefonice

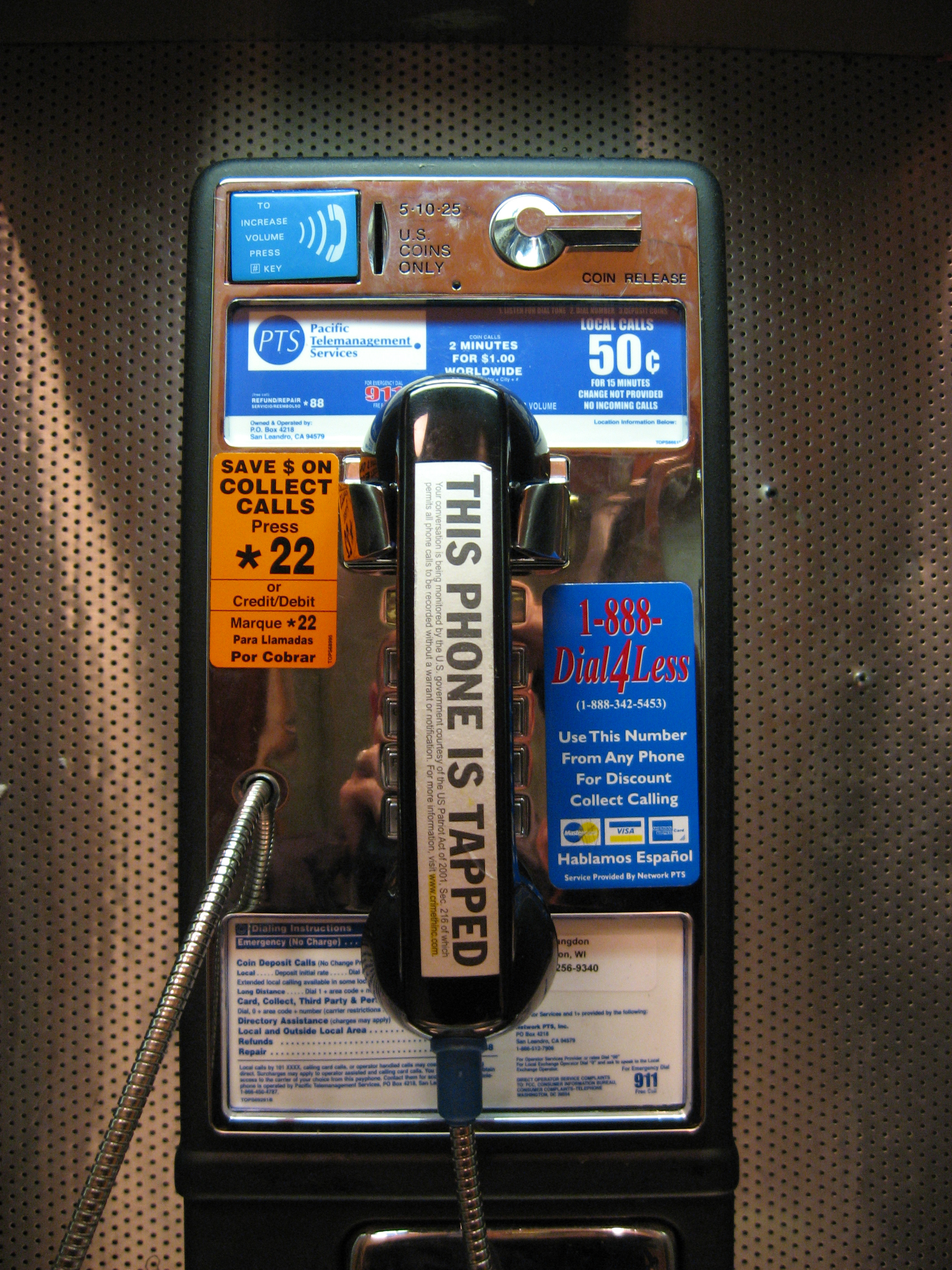
„Acest telefon este urmărit!” — mesaj scris pe un telefon public CrimethInc. din Statele Unite

Interceptarea convorbirilor telefonice reprezintă procesul de monitorizare a convorbirilor telefonice și traficului de date de pe internet de către o terță persoană sau organizație, adesea prin mijloace ascunse. Interceptarea juridică a convorbirilor telefonice de către o agenție guvernamentală este, de asemenea, numită interceptare legală. Interceptarea poate fi pasivă sau activă. 

## Legături externe
- INEC a recunoscut în dosarul ex-procurorului DNA, Ion Ciofu, că în România nu se poate stabili cu certitudine dacă o înregistrare este autentică!, 1 mai 2011, Voichita RASCANU, luju.ro